# NGC 3565
NGC 3565 (również PGC 33701) – galaktyka eliptyczna (E/SB0), znajdująca się w gwiazdozbiorze Pucharu. Odkrył ją w 1886 roku Ormond Stone.